# فالينفردا
فالينفردا (بالإيطالية: Vallinfreda)‏ هي كومونا تقع في إيطاليا في مقاطعة روما. يقدر عدد سكانها بـ 323 نسمة ومساحتها 16.9 كم2 وترتفع عن سطح البحر 870 متر.

## السكان
في سنة 1871 بلغ عدد السكان 965 نسمة، وتطور العدد ليصل في سنة 2011 لـ 317 نسمة.
يظهر هذا المخطط البياني تطور النمو السكاني لـ فالينفردا